# Armitage (software)
Armitage es una herramienta gráfica de gestión de ataques cibernéticos para el Proyecto Metasploit que visualiza objetivos y recomienda exploits. Es una herramienta de seguridad de red libre y de código abierto que destaca por sus contribuciones a la colaboración del equipo rojo que permite: sesiones compartidas, datos y comunicación a través de una única instancia de Metasploit. Armitage está escrito y apoyado por Raphael Mudge.

## Historia
Armitage es una interfaz gráfica de usuario para Metasploit Framework desarrollado por Raphael Mudge con el objetivo de ayudar a los profesionales de la seguridad a entender mejor el hacking y ayudarlos a darse cuenta del poder de Metasploit. Fue desarrollado originalmente para los ejercicios de defensa cibernética, pero desde entonces ha ampliado su base de usuarios a otros usos de pentesting.

## Características
Armitage es una herramienta de colaboración de red team de secuencias de comandos construida sobre Metasploit Framework. A través de Armitage, un usuario puede iniciar escaneos y exploits, obtener recomendaciones de exploits y usar las funciones avanzadas del medidor de medidas de Metasploit Framework.